# 장난 정당
장난 정당은 단순 재미나 정치풍자를 위해 창당되는 정당이다. 장난 정당에 당적을 두고 활동하는 당원은 진지한 정치적 목적이나 이념을 지닐수도 있고, 아닐 수도 있다. 영어로는 경솔한 정당 (frivolous party), 농담 정당 (joke party)라고도 부른다.
장난 정당 중에서도 정당한 사회정치적 문제를 해결하는 것을 목표로 하되, 전술과 접근법만 유머러스하게 바꾸는 경우가 있는데 대표적인 예시로 미국의 임대료 너무 높당이 있다. 이런 부류의 정당은 단일쟁점정치에 가깝다.
중화인민공화국이나 조선민주주의인민공화국과 같은 독재 국가에서는 정당 창설이 금지되어 장난 정당이 나타날 수 없다. 대한민국과 같이 반(半)민주화된 국가거나 유머의 부재가 일어난 국가에서는 장난 정당의 창설을 금지하고 있다. 이러한 나라들은 정치 엄숙주의나 엄격한 통제가 존재하는 경우가 많다.
다음은 장난 정당의 나라별 목록이다.

## 호주
- 완전 진지한당 (Deadly Serious Party, 1988년 등록 말소)
- 대영제국 보수당 (해산)
- 파티! 파티! 파티! (해산)[1]
- 햇볕에 익은 따뜻한 토마토당 (해산)[1]

## 오스트리아
- 산등성이당
- 맥주당 (맥주 파티)

- 법의 경계 내 온건진보당 - 1911년 야로슬라프 하셰크가 창당.

## 벨라루스
- 맥주가 좋당 (1998년 소멸)

## 캐나다
- 캐나다 익스트림 레슬링당 (Canadian Extreme Wrestling Party, 해산)
- 시트론당 (Parti Citron, 해산)
- 코뿔소당
- 몬트리올 흰코끼리당 (Parti éléphant blanc de Montréal, 해산)
- 캐나다당 (The Canada Party)

## 체코
- 맥주 친구당 (1990년~1998년)
- 맞아, 우린 유럽의회에 어그로 끌거야 (ANO, vytrollíme europarlament, 2019년)

## 덴마크
- 양심적으로 일하기 싫은 요소 연합 (해산)

## 에스토니아
- 에스토니아 왕당파당 (해산)

## 페로 제도
- 재밌당 (Hin Stuttligi Flokkurin, 해산)

## 독일
- APPD (독일 아나키스트 포고당)
- 당 (Die PARTEI) - 정식 명칭은 '노동·법치·동물보호·엘리트 진출·풀뿌리 민주주의 실현당'으로, 유럽 의회 의원까지 배출했다.
- 독일사과전선 (Front Deutscher Äpfel)

## 헝가리
- 헝가리 두 개의 꼬리가 있는 당[2]

## 아이슬란드
- 최고의 당 (Best Party, 해산)

## 이란
- 당나귀당 (해산)[3]

## 이탈리아
- 사랑의 당 (Partito dell'Amore, 해산)
- 이탈리아 망상당 (Partito Nettista Italiano, 해산)
- 참신한 광기의 당 (Partito della follia creativa)

## 일본
- 지지정당 없음
- NHK로부터 국민을 지키는 당

## 코소보
- 힘세당 (Partia e Fortë, 해산)

## 뉴질랜드
- 빌과 벤당 (Bill and Ben Party, 해산)
- 대영제국 보수당 (Imperial British Conservative Party, 해산)
- 진지한 맥길리커디당 (McGillicuddy Serious Party, 해산)
- 시민당 (The Civilian Party, 해산)

## 네덜란드
- 미래의 당 (해산)
- 파티당 (해산)
- 프로보 (Provo, 해산)
- 라파일러당 (Rapaille Partij, 해산)

## 노르웨이
- 맥주통일당 (해산)
- 정당 (해산)

## 폴란드
- 좋은 유머당
- 폴란드 맥주 애호당 (1991년 16석 확보 후 해산)

## 루마니아
- 자유변화당 (Partidul Liber-Schimbist, 해산)

## 러시아
- 맥주애호당 (해산)
- 죽음의 당

## 세르비아
- 사르마맛 좀 봐라당 (Sarmu probo nisi)

## 스페인
- 레우스 독립조직당 (Coordinadora Reusenca Independent)
- 민주카르마당 (Partido del Karma Democrático, PKD)

## 스웨덴
- 도널드덕당 (Donald Duck Party)

## 대만
- 환락무법당 (歡樂無法當, 해산)

## 영국
- 애덤 라이얼의 위처리 투어당 (Adam Lyal's Witchery Tour Party, 해산)
- 무장 엘비스 교회당 (Church of Militant Elvis Party)
- 그레이트브리튼 괴짜당 (The Eccentric party of Great Britain)
- 팬시 드레스당 (Fancy Dress party, 해산)
- 머시아 국민당 (Mercian Nationalist Party)[4][5]
- 새천년 빈당 (New Millennium Bean Party)
- 공식 몬스터 레이빙 루니당 (Official Monster Raving Loony Party)
- 레이빙 루니 초록거인당 (Raving Loony Green Giant party, 해산)
- 로큰롤 루니당 (Rock 'n' Roll Loony Party, 해산)
- 테디베어 연합 (Teddy Bear Alliance, 해산)
- 뽑을 만한 후보가 없다! (No Candidate Deserves My Vote!)

## 미국
- 총과 마약당 (Guns and Dope Party)
- OWL당 (OWL Party)
- 돌직구 미국 정부당 (Straight Talking American Government Party)
- 깜짝파티 (Surprise Party)
- 결정되지 않은 소당 (Undecided Cow Party)
- 생일이당 (Birthday Party)[6]
- 청년국제당 (Youth International Party)
- 레고랜드당 (Legoland Party)
- 세인트오거스틴 차 파티 (The St. Augustine Tea Party)

## 같이 보기
- 정당 목록
- 가상의 정당 목록
- 장난 관련 목록
- 인간이 아닌 선거 후보
- 제다이 인구 조사 현상